# Шарп, Энтони
Э́нтони Шарп (англ. Anthony Sharp; 16 июня 1915, Хайгейт — 23 июля 1984, Лондон) — британский актёр и режиссёр театра, актёр кино, автор нескольких композиций.

## Биография
Энтони Шарп родился 16 июня 1915 года в деревне Хайгейт (ныне — район Лондона). До войны работал делопроизводителем в страховой компании. В 1940—1946 годах служил в артиллерии, с конца 1940-х стал сниматься в кино, с начала 1950-х — играть в театре.

## Роли в театре
- 1950 —  / Cry Liberty
- 1951 —  / Who Goes There!
- 1958 — Много шума из ничего / Much Ado About Nothing
- 1972 — Соперники / The Rivals
- 1978 — Смуглая леди сонетов / The Dark Lady of The Sonnets
- 1978 — Избранник судьбы / The Man of Destiny
- 1978 — Сон в летнюю ночь / A Midsummer's Night Dream
- 1982 — Ночь ошибок, или Унижение паче гордости / She Stoops to Conquer
- 1983 — Эскапада / Escapade
- 1983 — Звёздная пыль / Stardust

## Режиссура в театре
- 1959 — Волчья шкура / Wolf's Clothing
- 1964 — Свидетель обвинения / Hostile Witness
- 1968 — Правосудие / Justice

## Избранная фильмография
- 1946 — Тегеран / Tehran
- 1953 — Меч и роза / The Sword and the Rose — французский дипломат
- 1954 —  / You Know What Sailors Are — Хамфри, морской атташе (в титрах не указан)
- 1956 — Приключения Робин Гуда / The Adventures of Robin Hood — граф (в эпизоде «The Alchemist»)
- 1958 — Человек, который не мог говорить / The Man Who Wouldn't Talk — пекарь
- 1959 — Левые, правые и центр / Left Right and Centre — Петерсон
- 1960 — Просто четыре мужчины / The Four Just Men — Райс (в эпизоде «The Man Who Wasn't There»)
- 1960 — Барнаби Радж / Barnaby Rudge — лорд Джордж Гордон (в пяти эпизодах)
- 1961 — Тайны Эдгара Уоллеса / Edgar Wallace Mysteries — Майк Хеннесси (в эпизоде «The Clue of the Silver Key»)
- 1962 — Прорыв к Андромеде / The Andromeda Breakthrough — поверенный (в эпизоде «Gale Warning»)
- 1962 и 1965 — Хью и я / Hugh and I (в двух эпизодах)
- 1963 —  / Comedy Playhouse — доктор Бэзил Дэвидсон (в эпизоде «The Handyman»)
- 1963 — Шоу Бенни Хилла / The Benny Hill Show (в эпизоде «The Dresser»)
- 1965 — Сайкс и… / Sykes and A… (в эпизоде «Sykes and a Mountain»)
- 1965 — Вторжение / Invasion — Лоренс Блэкбёрн
- 1966 — Доктор и его медсёстры / Doctor in Clover — доктор Дин Лофтус
- 1966 — Извините за выражение / Pardon the Expression — бригадир Хоук (в шести эпизодах)
- 1966 — Солдат Мартин / Martin Soldat — майор
- 1967 — Пока смерть не разлучит нас[англ.] / Till Death Us Do Part (в эпизоде «In Sickness and in Health…»)
- 1967 — Шутники / The Jokers — адвокат (в титрах не указан)
- 1967 — Я никогда не забуду это имя / I'll Never Forget What's'isname — мистер Хампер Даун (в титрах не указан)
- 1968 — Горячие миллионы / Hot Millions — Холлис (в титрах не указан)
- 1969 — Папа, дорогой папа / Father, Dear Father — Гарольд Маккуин (в эпизоде «Thinner Than Water»)
- 1969 — Контрудар / Counterstrike — сэр Джордж Халкин (в эпизоде «The Lemming Syndrome»)
- 1969 — Перекрёстный заговор / Crossplot — викарий
- 1969 и 1977 — Папашина армия / Dad's Army (в двух эпизодах)
- 1970 — О, брат! / Oh, Brother! (в эпизоде «A Stone of Stumbling»)
- 1970 —  / All Gas and Gaiters — мистер Браун (в эпизоде «The Bishop Gains a Reputation»)
- 1970 — Доктор в ловушке / Doctor in Trouble — главный хирург
- 1970 — Смерть травы / No Blade of Grass — сэр Чарльз Бреннер
- 1970 — Отец-холостяк / Bachelor Father — директор (в эпизоде «A Little Learning»)
- 1970, 1972 и 1974 — Степто и сын / Steptoe and Son — викарий/доктор (в трёх эпизодах)
- 1971 — Смерть по часам / Doomwatch — доктор Айан Фелпс (в эпизоде «No Room for Error»)
- 1971 — Умри крича, Марианна / Die Screaming, Marianne — архивариус
- 1971 — Соперники Шерлока Холмса / The Rivals of Sherlock Holmes — мистер Листер (в эпизоде «The Case of Laker, Absconded»)
- 1971 — Заводной апельсин / A Clockwork Orange — Министр внутренних дел
- 1972 — Я хочу то, что хочу / I Want What I Want — мистер Паркхёрст
- 1972 — Британский спецназ / The Regiment (в эпизоде «The Fortunes of Peace»)
- 1972 — Пьеса месяца / Play of the Month — мистер Дамби (в эпизоде «Lady Windermere's Fan»)
- 1973 — Сэр Гавейн и Зелёный Рыцарь / Gawain and the Green Knight — Король
- 1973 — Самый близкий и дорогой / Nearest and Dearest — доктор Скотт (в эпизоде «Get Out of That»)
- 1973 — Чёрная змея / Black Snake — лорд Клайв
- 1973 — Королевский суд / Crown Court — сэр Фердинанд Теннисон-Паси (в эпизоде «The Death of Dracula: Part 3»)
- 1973 — Сын невесты / Son of the Bride — доктор Калторп (в эпизоде «Of Unsold Mind»)
- 1973 — Котелок / Bowler — Президент (в эпизоде «Members Only»)
- 1973 — Чёрное и синее / Black and Blue — сэр Джон Ро (в эпизоде «Glorious Miles»)
- 1973 — Вверх, вниз / Upstairs, Downstairs — Джонсон Манби (в эпизоде «Word of Honour»)
- 1974 — Госпожа Памела / Mistress Pamela — Лонгман
- 1974 — Путешествие Перси / Percy's Progress — судья
- 1974 — Дэвид Копперфильд / David Copperfield — мистер Спенлоу (в двух эпизодах)
- 1975 — Влюблённый молочник / The Amorous Milkman — консул
- 1975 — Сдаётся комната / Rising Damp — Де Вер-Браун (в эпизоде «Stand Up and Be Counted»)
- 1975 — Повешенный / The Hanged Man — Генри Уокли (в эпизоде «Wheel of Fortune»)
- 1975 —  / Man About the House — мистер Мэттьз (в эпизоде «My Son, My Son»)
- 1975 — Главный шанс / The Main Chance — сэр Мартин Фулфлорд (в эпизоде «No Names»)
- 1975 — Пропавший динозавр / One of Our Dinosaurs Is Missing — секретарь
- 1975 — Барри Линдон / Barry Lyndon — лорд Галлам
- 1975—1976 —  / …And Mother Makes Five (в двух эпизодах)
- 1975 и 1978 —  / Wodehouse Playhouse — специалист (в двух эпизодах)
- 1976 — Новые мстители / The New Avengers — Грант (в эпизоде «To Catch a Rat»)
- 1976 и 1978 — Джордж и Милдред / George and Mildred (в двух эпизодах)
- 1977 — Скрещённые мечи / Crossed Swords — доктор Баттс
- 1977—1978 — Скоростной Флоктон / The Flockton Flyer — командующий Джек Фрост (в одиннадцати эпизодах)
- 1979—1981 —  / To the Manor Born (в восьми эпизодах)
- 1980 —  / Keep It in the Family — мистер Баркер (в эпизоде «Phoney Business»)
- 1980 — Чужаки / Strangers — профессор Алан Кит (в эпизоде «You Can't Win Them All»)
- 1980 — Уорзел Гаммидж / Worzel Gummidge — мистер Стэнли (в эпизоде «A Fair Old Pullover»)
- 1980 — Кольца на их пальцах / Rings on Their Fingers — доктор Робинсон (в эпизоде «And Joybells on Their Toes»)
- 1981 — Жизнь и времена Дэвида Ллойда Джорджа / The Life and Times of David Lloyd George — лорд Грей Фаллодонский (в двух эпизодах)
- 1982 — Молодые / The Young Ones — Роланд Первисал (в эпизоде «Demolition»)
- 1983 — Никогда не говори «никогда» / Never Say Never Again — лорд Амброзий
- 1985 — Дела сердечные / Affairs of the Heart — старик (в одном эпизоде)